# Medalla d'Or d'Alcoi

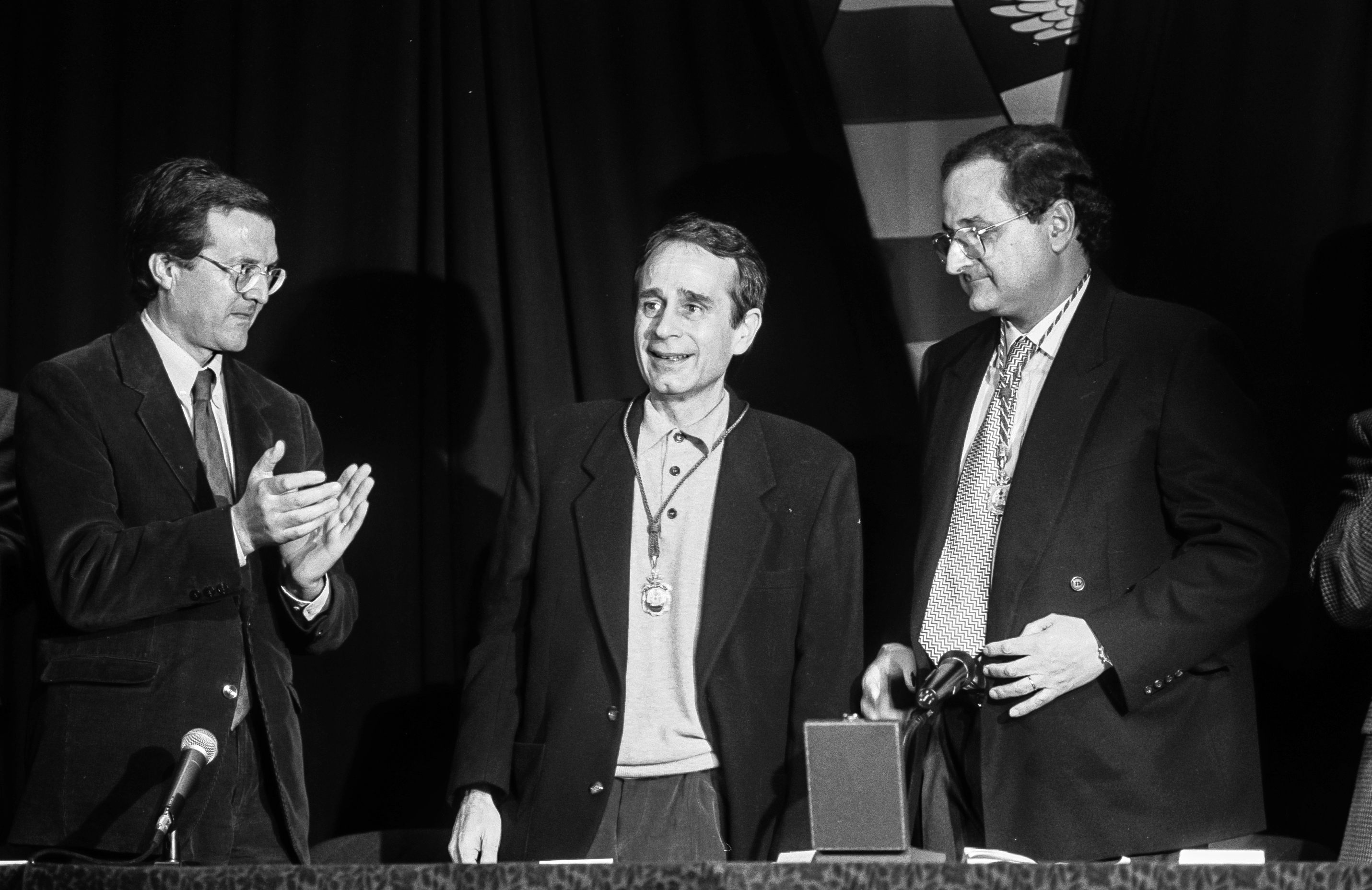
Ovidi Montllor, guardonat, amb l'alcalde Josep Sanus Tormo i el Conseller de Cultura Joan Romero

La Medalla d'Or d'Alcoi és un guardó atorgat per l'Ajuntament d'Alcoi des de l'any 1959. La decisió correspon a la Junta de Portaveus, que fins al moment ha entregat un total de 15 distincions. Només es poden concedir un total de 10 medalles, que són vitalícies quan es tracta de persones i que en el cas d'institucions tenen una validesa de deu anys.

## Llista de premiats
| Any  | Receptor                                  | Ref   |
| ---- | ----------------------------------------- | ----- |
| 1959 | Francisco Franco Bahamonde                |       |
| 1963 | Enrique Oltra Moltó                       |       |
| 1967 | Escola Tècnica de Pèrits Industrials      |       |
| 1971 | Mont de Pietat i Caixa d'Estalvis d'Alcoi |       |
| 1973 | Eduard Vitòria i Miralles                 |       |
| 1978 | Fernando Reig                             |       |
| 1980 | Regiment d'Infanteria Biscaia 21          |       |
| 1980 | Institut Geològic i Miner d'Alcoi         |       |
| 1980 | Juan Gil-Albert Simón                     |       |
| 1994 | Ovidi Montllor i Mengual                  |       |
| 1994 | Cirilo Tormo                              |       |
| 1997 | Universitat Politècnica de València       |       |
| 1998 | Creu Roja d'Alcoi                         |       |
| 1998 | Amand Blanquer i Ponsoda                  | [ 1 ] |
| 1998 | Ramón Castañer Segura                     | [ 2 ] |
| 2013 | Isabel-Clara Simó i Monllor               | [ 3 ] |
| 2015 | Ricardo Senabre Sempere                   | [ 4 ] |
| 2016 | Camilo Sesto                              | [ 5 ] |
| 2018 | Cercle Industrial d'Alcoi                 | [ 6 ] |
| 2021 | Antoni Miró                               | [ 7 ] |